# Spithead

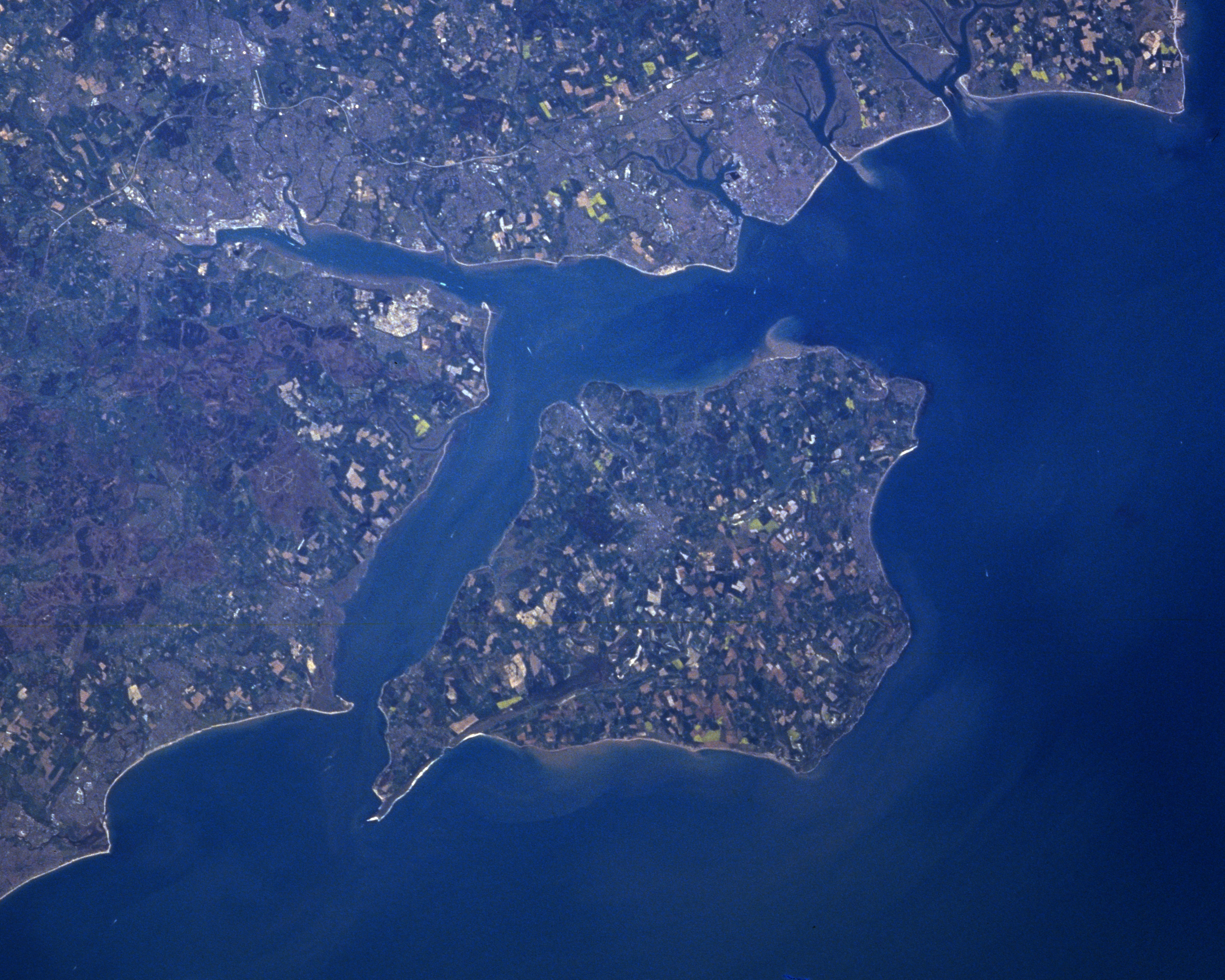
Image satellite du Solent. Spithead est au nord est de l'île de Wight.

Spithead est une partie du Solent, le bras de mer qui sépare l'île de Wight du reste de l'Angleterre, dans le comté d'Hampshire, à proximité de Portsmouth. 
Protégée des vents, cette zone est souvent utilisée pour ancrer des navires de la Royal Navy.

## Histoire
Une mutinerie, la « Mutinerie de Spithead », y eut lieu en 1797.
William Turner se rendit à Portsmouth en 1807, pour voir l'arrivée de deux navires danois capturés et faire des croquis sur lesquels cette peinture était basée. Le titre original de l'œuvre était Spithead : deux navires danois capturés, entrant dans le port de Portsmouth. Au moment où le tableau a été exposé à la Royal Academy en 1809, le tollé politique contre l'opération était tel qu'il jugea opportun de changer le titre en «L'équipage du bateau récupérant l'ancre». Cette huile sur toile est conservée à la Tate Britain à Londres.